# Emilio Serrano y Ruiz
Emilio Serrano y Ruiz (13 mars 1850, Vitoria - 8 avril 1939, Madrid ) est un pianiste et compositeur espagnol. 

## Biographie
Serrano passe sa jeunesse à Madrid et reçoit sa formation musicale au Conservatoire de Madrid, où il étudie le piano avec Dámaso Zabalza, l'harmonie et la composition avec Emilio Arrieta. Il commence rapidement à enseigner et il rejoint la faculté après l'obtention de son diplôme. En 1894, il succède à feu Emilio Arrieta à la chaire de composition, qu'il occupe jusqu'en 1920. En plus d'enseigner, il est un compositeur productif et occupe de nombreux postes officiels dans la vie musicale de la métropole espagnole. Plus particulièrement, il donne d'excellentes performances en tant que pianiste dans des concerts de musique de chambre à la cour espagnole et dirige également le Théâtre royal de Madrid pendant un certain temps, ce qui fait de lui l'un des visages les plus en vue de la scène musicale madrilène. 
Serrano est un compositeur complet, qui en plus d'écrire des opéras et des zarzuelas, laisse également des symphonies, de la musique de chambre et des œuvres pour piano. Il se tient complètement dans la tradition musicale espagnole de son temps et il est un représentant confirmé de l'opéra national espagnol.

## Œuvres choisies

### Opéras
- Mitride
- Giovanna la pazza (Juana la loca). Opéra en quatre actes, créé en 1890 au Teatro Real de Madrid[1].
- Irene de Ortranto
- Gonzalo de Córdoba
- La maja de rumbo

### Zarzuelas
- divers juvéniles
- La Bejarana

### Autres
- Symphonie en mi bémol majeur
- La primera salida de Don Quijote, poème symphonique
- Quatuor à cordes en ré mineur
- Canciones del hogar pour voix et orchestre